# Profil d'application
 (août 2023).
Dans les sciences de l'information, un profil d'application est un ensemble d'éléments de métadonnées, de règles, et de lignes directrices définies pour une application particulière.
Les éléments peuvent provenir d'un ensemble d'éléments ou plus, permettant ainsi à une application donnée de satisfaire à ses exigences fonctionnelles en utilisant des métadonnées de plusieurs ensemble d'éléments (element sets) incluant des ensembles définis localement. Par exemple, une application donnée pourrait choisir un sous-ensemble du Dublin Core qui satisfait ses besoins, ou peut inclure des éléments du Dublin Core, un autre jeu d'éléments, et plusieurs éléments définis localement, tous combinés dans un seul schéma.
Un profil d'application complet doit comporter la documentation qui définit les règles et meilleures pratiques appropriées pour l'application.

## Utilisations
Le GILS (Government Information Locator Service) emploie le concept de profil d'application depuis 1997. Ce concept a été employé pour identifier les systèmes critiques pour le passage informatique à l'an 2000 du gouvernement fédéral des États-Unis.
Le profil d'application emploie le concept de core component, dans le cadre commun d'interopérabilité et le référentiel général d'interopérabilité (en France).
Dans le modèle de données proposé par le Dublin Core, le profil d'application est relié à l'agent, au lieu (location) et au service (voir aussi businessService dans UDDI).
L'utilisation de profils d'application est particulièrement adaptée aux systèmes critiques.

## Exemples
- CGM (Computer Graphic Metafile) application profile, employé dans le programme CALS ;
- Geospatial Catalog application profile ;
- OGC-CSW 2.0 (Open Geospatial Consortium Catalog Services for the Web) : compatibilité ISO 19115 (métadonnées)-ISO 19119 (services). Des organisations internationales comme l'OTAN demandent déjà la conformité aux spécifications de l'OGC dans leurs soumissions.

On peut par exemple définir des exigences sur les applications et les versions de GML pour les applications géospatiales.

## Source
Glossaire. Glossaire des métadonnées Dublin Core. Récupéré le 24 mai 2007.
- (en) Cet article est partiellement ou en totalité issu de l’article de Wikipédia en anglais intitulé « Application profile » (voir la liste des auteurs).